# Mr. Clean
Mr. Clean es una película india filmado en Malayalam de 1996. Dirigido por Vinayan y protagonizado por Mukesh y Sreenivasan como intérpretes principales.

## Argumento
Mahadevan (Sreenivasan) se prometió en matrimonio con Nandini (Annie) por su tío a cambio de la propiedad de su hospital en su nombre. Pero en secreto su tío quiere que ella se case con Rajagopal (Mukesh) que él piensa que es un verdadero médico, resultando ser otra cosa.

## Reparto
- Mukesh hace de Rajagopal.
- Sreenivasan hace de Mahadevan Thampi.
- Devayani hace de Nirmala.
- Annie hace de Nandini Thampi.
- Rajan P. Dev hace de Madhavan Thampi.
- Zeenath hace de Savithri.
- N.F. Varghese hace de Dr. Alex
- Madhupal hace de Harikrishnan.
- Kottayam Nazir hace de Velayudhan.
- Harisree Asokan hace de Iymootty.
- Pappu hace de Bhargavan Pillai.
- K.P.A.C. Lalitha hace de la mujer de Bhargavan Pillai.
- Sivaji hace del ministro.